# Meerim Zhumanazarova
Meerim Zhumanazarova (n. 9 noiembrie 1999, Q17013707⁠(d), Regiunea Talas, Kârgâzstan) este o luptătoare ce a reprezentat Kârgâzstan, medaliată olimpică. A participat la o ediție a Jocurilor Olimpice (2020) în care a câștigat o medalie de bronz.